# ساندیدنو
ساندیدنو (به انگلیسی: Llandudno، تلفظ ولزی: [ɬanˈdɪdnɔ]) یک شهرک در ولز است که در شهرستان مستقل کانوی واقع شده‌است. ساندیدنو ۲۰٬۷۰۱ نفر جمعیت دارد.